# 프랑수아 비용
프랑수아 비용(프랑스어: François Villon, 1431년경 ~ 1463년경)은 중세 말기 프랑스의 시인이다. 파리 출신으로, 본명은 프랑수아 드 몽코르비에르(프랑스어: François de Montcorbier)이나 '비용' 성을 쓰는 부잣집의 양자로 들어갔다고 한다.
1452년 파리 대학을 졸업하였다. 학생 시절부터 방탕하여, 1455년에는 교회 신부를 죽이고 도망쳤다. 이듬해에 사면령이 내려 파리로 돌아왔으나, 1456년 절도 사건으로 또다시 몸을 피해야만 하였다. 방랑 생활 중 <유품> 등의 많은 시를 썼는데 그의 시는 후회와 노여움과 소망과 비웃음이 섞인 슬픈 호소로 나타나고 있으며, 가난과 실패와 죽음에 부딪친 인간이 외치는 비명과도 같은 절실한 느낌이 넘쳐 흐르는 것이 특징이다. 1463년 남과 싸우고 10년간 파리에서 추방 선고를 받은 이후의 생애는 확실하지가 않다.
그는 근대 서정시의 길을 터놓은 보들레르와 비교될 만한 시인으로 평가되고 있다. 주요 시집으로 <추억의 노래> <유언집> 등이 있는데, 특히 <유언집>에 실린 시는 자기의 지나간 청춘에 대한 회한과 죽음의 공포를 읊고 있다.

## 한국어 번역
- 김준현 옮김, 《유언의 노래》, 민음사, 2016년 5월 19일

## 참고 문헌
- 이 문서에는 다음커뮤니케이션(현 카카오)에서 GFDL 또는 CC-SA 라이선스로 배포한 글로벌 세계대백과사전의 내용을 기초로 작성된 글이 포함되어 있습니다.
- François Villon의 작품 - 프로젝트 구텐베르크